# 彼得·丰内克特
彼得·丰内克特（德語：Peter Funnekötter，1946年6月11日—），德国男子赛艇运动员。他曾代表西德参加1972年夏季奥林匹克运动会赛艇比赛，获得男子四人单桨无舵手铜牌。